# Канцелярская резинка

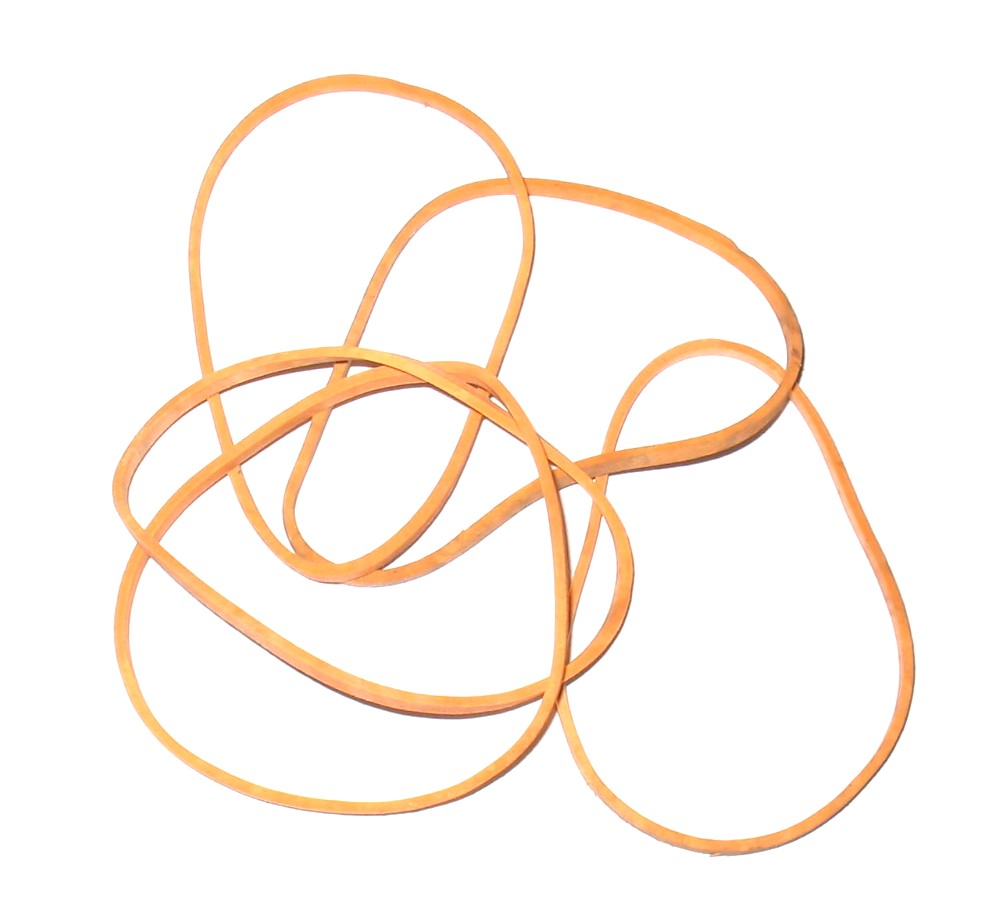

Канцелярская резинка (также резинка для денег) — тонкая эластичная резинка округлой формы, предназначенная в большинстве случаев для временного скрепления между собой каких-либо небольших объектов. Её диаметр не превышает нескольких сантиметров.
Канцелярская резинка была изобретена в 1844 году английским изобретателем Стивеном Перри, который получил патент на её изготовление 17 марта 1845 года. Первоначально она использовалась для скрепления страниц ценных бумаг и прикрепления рецептов к бутылочкам с лекарствами. Технология производства канцелярских резинок мало изменилась с 1845 года.
Также канцелярские резинки вскоре стали использоваться как игрушки и «боеприпасы» для игрушечного оружия (в последнем качестве она была запатентована в 1920 году).